# アヴェッツァーノ
アヴェッツァーノ（イタリア語: Avezzano）は、イタリア共和国アブルッツォ州ラクイラ県にある、人口約4万2000人の基礎自治体（コムーネ）。県内では、県都ラクイラに次いで第二のコムーネ人口を持つ。
1915年1月13日のアヴェッツァーノ大地震では3万人を越える犠牲者を出した。

## 地理

### 位置・広がり

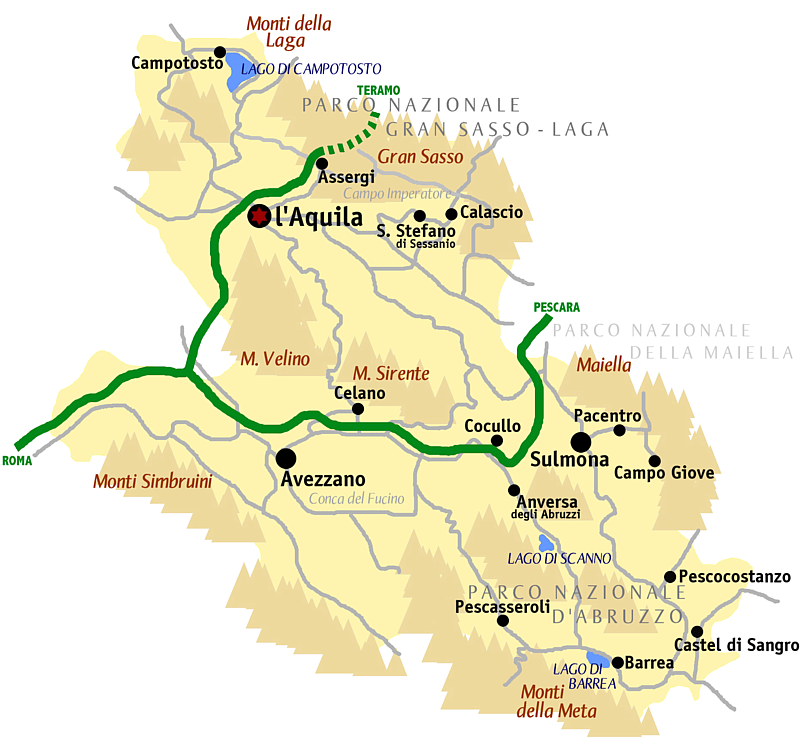
ラクイラ県概略図

ラクイラ県中部に位置するコムーネ。

#### 隣接コムーネ
隣接するコムーネは以下の通り。
- カピストレッロ
- チェラーノ
- ルーコ・デイ・マルシ
- マッサ・ダルベ
- オヴィンドリ
- スクルコラ・マルシカーナ
- トラサッコ

## 行政

### 分離集落
アヴェッツァーノには、以下の分離集落（フラツィオーネ）がある。
- Antrosano, Caruscino, Castelnuovo, Cese dei Marsi, Paterno, San Pelino